# Chronos (mitologia)

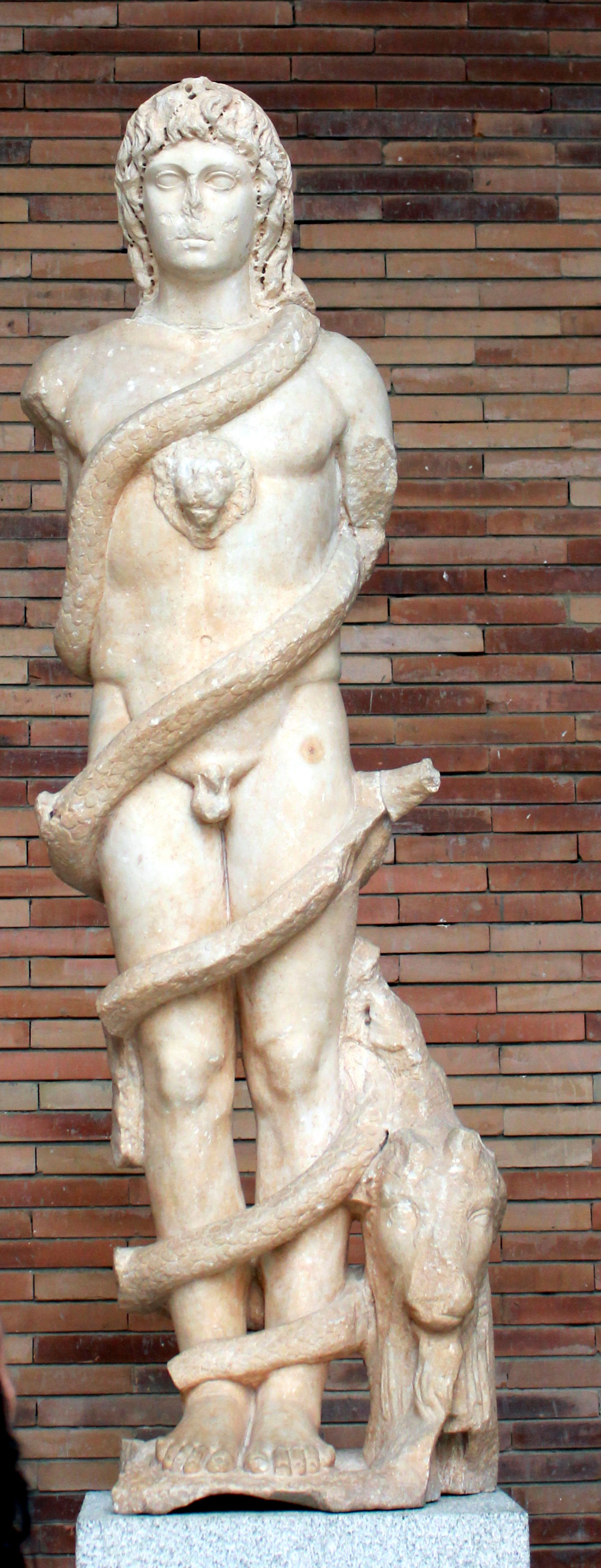
Chronos mitraico, Museo di arte romana, Mérida

Chronos (in greco antico: Χρόνος?, "«tempo»") è una divinità della mitologia greca, originariamente propria delle teogonie orfiche, che simboleggia il passare del tempo e la durata della vita.
A differenza di altre personificazioni del tempo come aion e kairos, chronos ha il compito di temporalizzare gli eventi, ed in alcune fonti è stato adattato come Krono, venendo assimilato cioè al titano Crono, corrispondente al latino Saturno.

## Fonti e mitologia
Nella teogonia di stampo orfico attribuita a Ieronimo e a Ellanico di Lesbo di datazione incerta, in seguito riportata nel modo più esauriente da Damascio nel VI secolo d.C., così viene presentata la genesi dell'universo:
- all'inizio vi è l'acqua (ὕδωρ, hýdōr) e la materia (ὕλη, hýlē); da questi si condensa la terra (γῆ, ghḕ);
- prima di questi non c'è nulla, osserva Damascio, forse perché il "prima" è di natura "indicibile" quindi tramandato segretamente;
- dall'acqua e dalla terra prese origine un serpente (δράκων, drákōn) avente la testa di un toro e quella di un leone e in mezzo tra queste il volto di un dio, aveva anche le ali poste dietro le spalle, il suo nome era Tempo (Χρόνος, Chrónos[6]) privo di vecchiaia (ἀγήραος, aghḕraos), ma ebbe anche il nome di Eracle (Ἡρακλῆς, Hēraklḕs);
- a questo serpente era congiunta Ananke (Ἀνάγκη, Anánkē, Necessità) incorporea, per natura identica ad Adrastea (Ἀδράστεια, Adrásteia), con le braccia aperte a contenere ("ne raggiunge i limiti", περάτων perátōn) tutto il mondo (κόσμοι, kósmoi);
- Tempo, il serpente, è padre di Etere umido, di Chaos senza limiti e di Erebo nebbioso; in questa triade Tempo genera l'Uovo;
- dall'Uovo nasce un essere dall'aspetto sia femminile che maschile, con le ali d'oro, le teste del toro sui fianchi, un enorme serpente sul capo somigliante a tutte le creature selvatiche, questo essere conteneva in sé tutti i semi delle creature future, il nome di questo essere nato dall'Uovo era Phanes, detto Protogono (Πρωτογόνος, Prōtogónos).

Il cristiano Atenagora di Atene riassume in questo modo, nel II secolo d.C., questa teogonia:
(Atenagora di Atene. Apologia per i cristiani XVIII; in Orfici. Testimonianze e frammenti nell'edizione di Otto Kern, 28 [1]; traduzione di Elena Verzura. Milano, Bompiani, 2011, p.307)

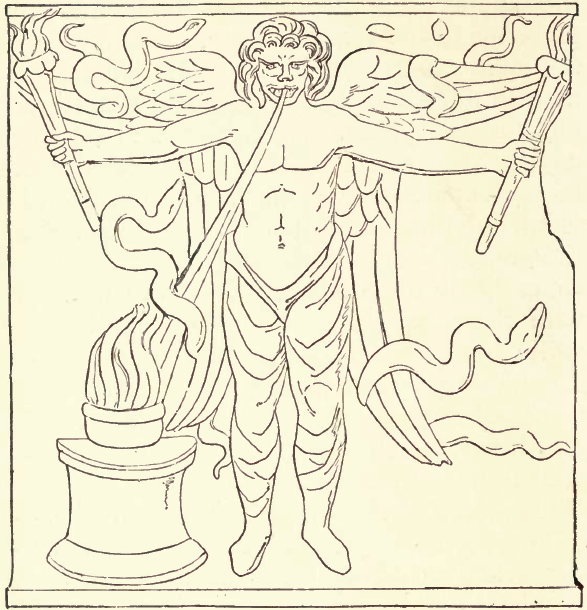
Chronos leontocefalo mitraico, mitreo situato tra il Quirinale e il Viminale

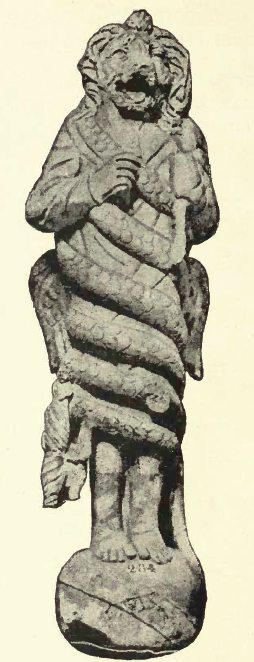
Chronos leontocefalo mitraico, Firenze

Un'ulteriore teogonia orfica emerge dai Discorsi sacri (ἱεροί λόγοι hieròi lógoi, in ventiquattro rapsodie detta anche Teogonia rapsodica), di cui diversi autori neoplatonici riportano alcuni passi attribuiti a Orfeo ma probabilmente frutto di una rielaborazione di materiale arcaico avvenuta tra il I e il II secolo d.C..
- Tempo (Χρόνος, Chronos) genera Etere e quindi un chasma (baratro) grande che si estende qua e là[11];
- poi il Tempo per mezzo di Etere forma un "Uovo d'argento";
- dall'"Uovo d'argento" emerge Phanes (Φάνης, Phánēs)[12], ermafrodito, dotato di quattro occhi, con ali d'oro e munito di diverse teste di animali;
- Phanes regna con Notte, sua paredra, madre e figlia, dal potere mantico;
- Notte genera Gaia e Urano, trasmettendo il potere regale a quest'ultimo;
- Gaia e Urano generano Kronos che castra il padre strappandogli il potere regale;
- il seguito è simile alla Teogonia esiodea fino a Zeus che inghiotte Phanes divenendo il Tutto;
- Zeus riavvia una nuova teogonia, in questo nuovo processo il re degli dèi sposa Demetra che ha una figlia, Persefone, da Persefone, Zeus ha un nuovo figlio Dioniso che sarà protagonista nella nascita del genere umano:

(Olimpiodoro il Giovane. Commento al Fedone di Platone; fr. 220 Orfici. Testimonianze e frammenti nell'edizione di Otto Kern, p.509)

## Divinità analoghe
Già Cicerone, in De natura deorum, proponeva la sua identificazione con Crono/Kronoʂ (e quindi con Saturno):
(Cicerone, Rhetorica -  De natura deorum, libro II v. 64)
Oltre che con Crono, un'altra divinità del Tempo con cui è talvolta confuso è Aion, sebbene quest'ultimo rappresenta il tempo eterno (e lo Zodiaco), mentre Chronos rappresenta lo scorrere del tempo e la temporizzazione degli eventi. La sua funzione ordinatoria nelle teogonie ha delle similitudini col dio Poro descritto da Alcmane. I suoi attributi nelle rappresentazioni orfiche e mitriache lo rendono difficilmente distinguibile da Phanes. Paul Masson-Oursel lo considera equiparabile al più antico dio persiano Zurvān, di cui riprende i principali attribuiti (le ali, la testa di leone e le spire di serpente).

## "Il Tempo" nell'arte moderna

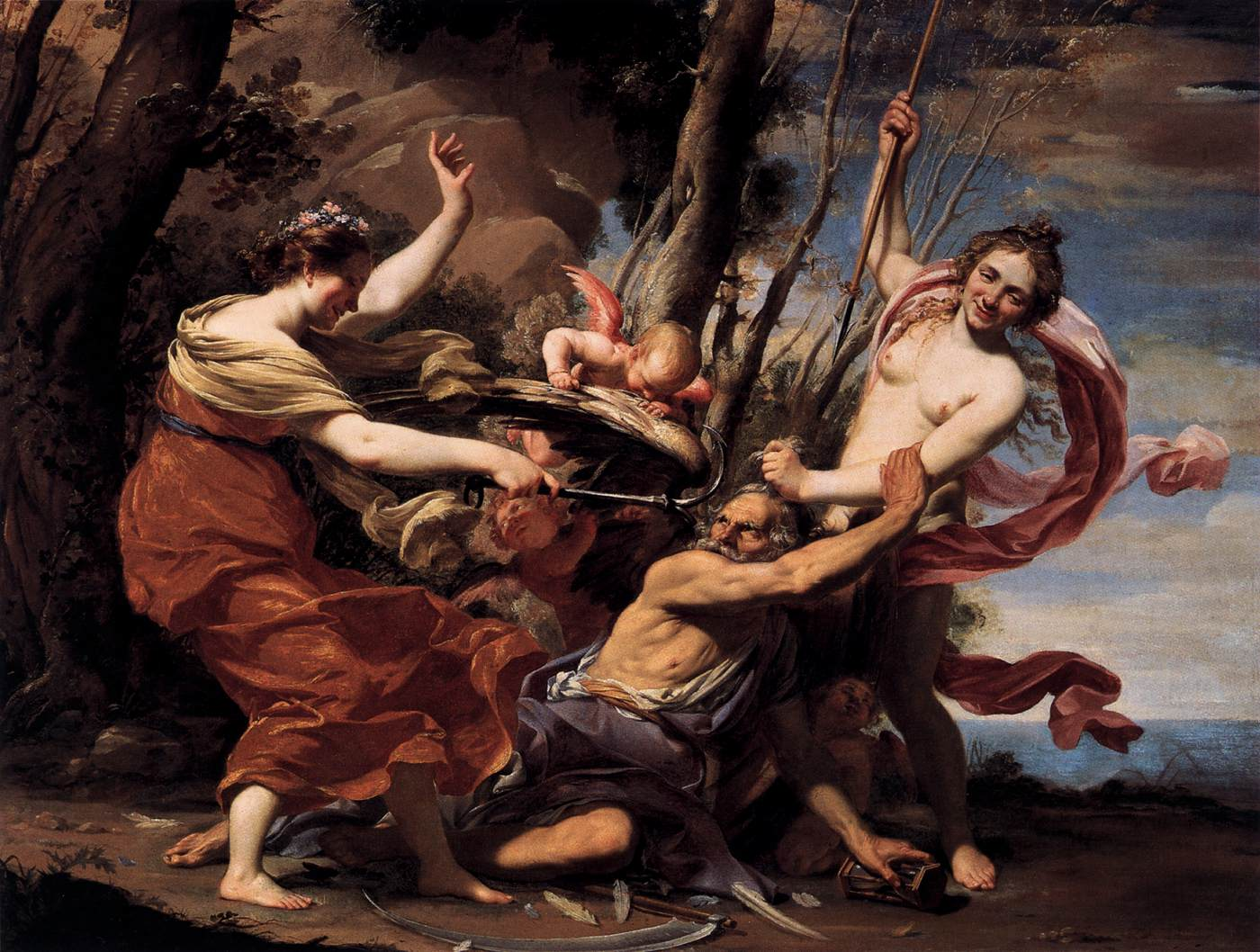
Simon Vouet, Amore, Speranza e Bellezza hanno la meglio su Padre Tempo, 1627, Madrid, Museo del Prado
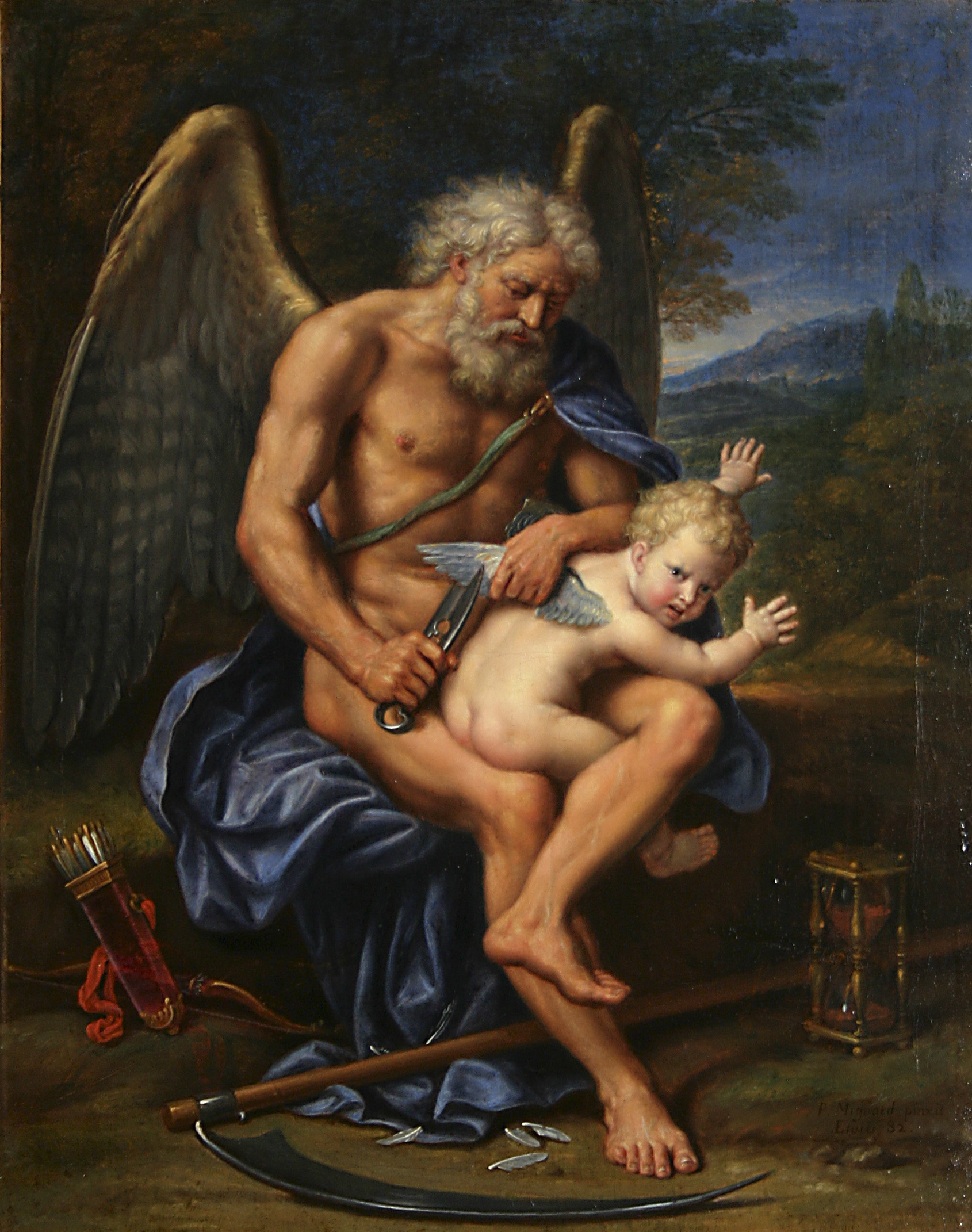
Pierre Mignard, Il Tempo tarpa le ali a Cupido, 1694, Denver, Art Museum
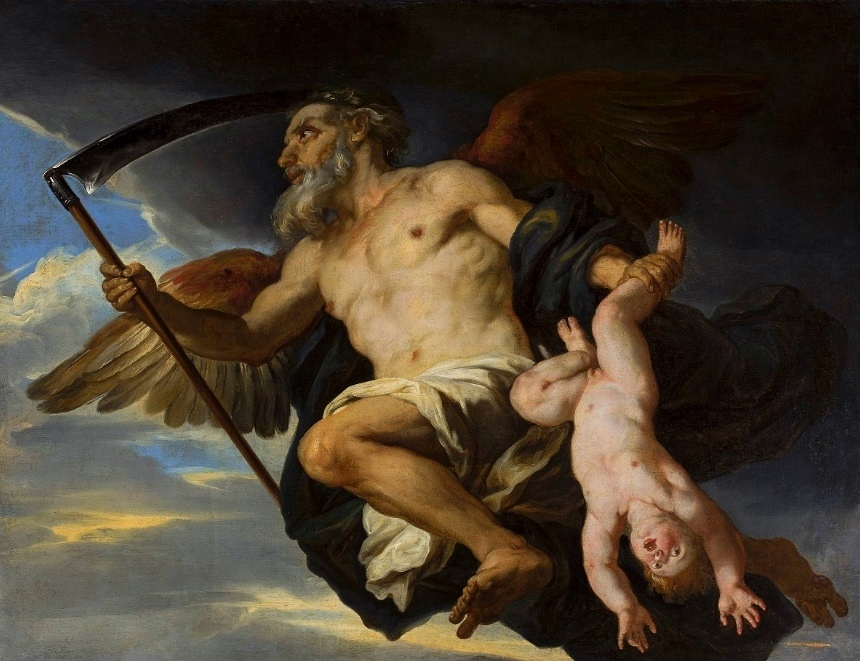
Giovanni Francesco Romanelli, Padre Tempo, secondo quarto del XVII sec., Varsavia, Museo Nazionale
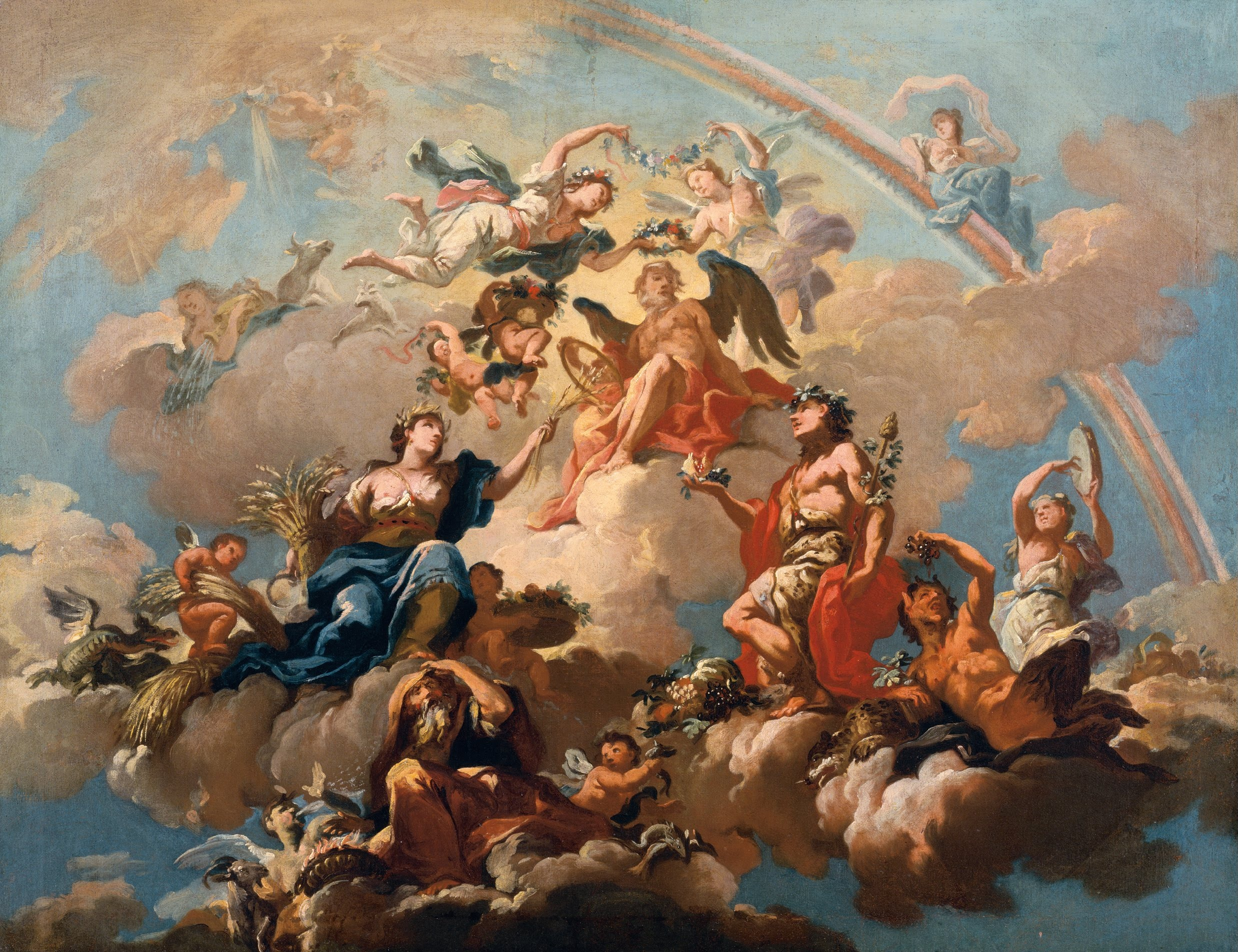
Bartolomeo Altomonte, Le quattro Stagioni salutano Chronos, 1737, Salisburgo, Residenzgalerie
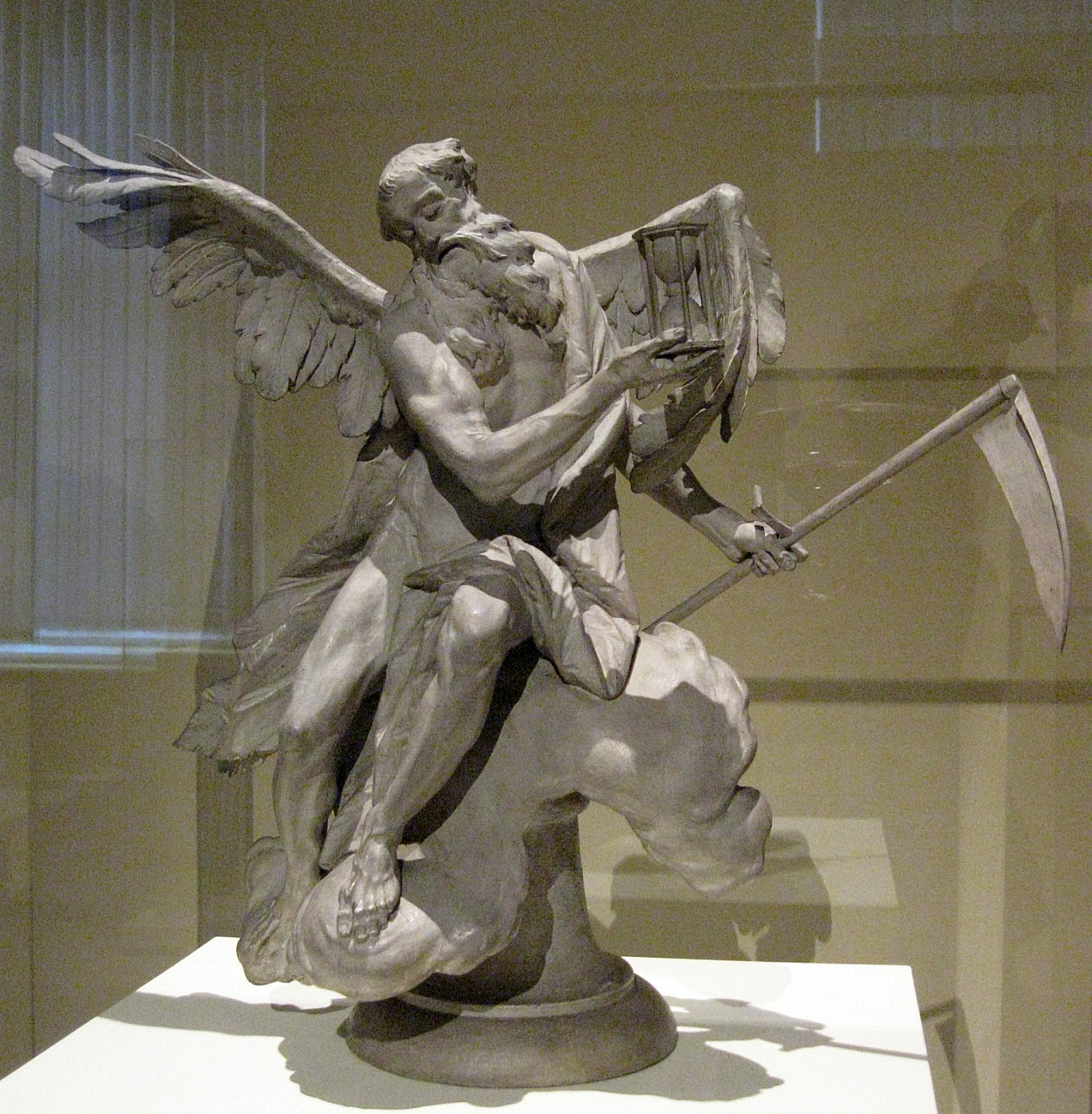
Ignaz Günther, Il Tempo, 1765-75 circa, Monaco, Museo nazionale bavarese
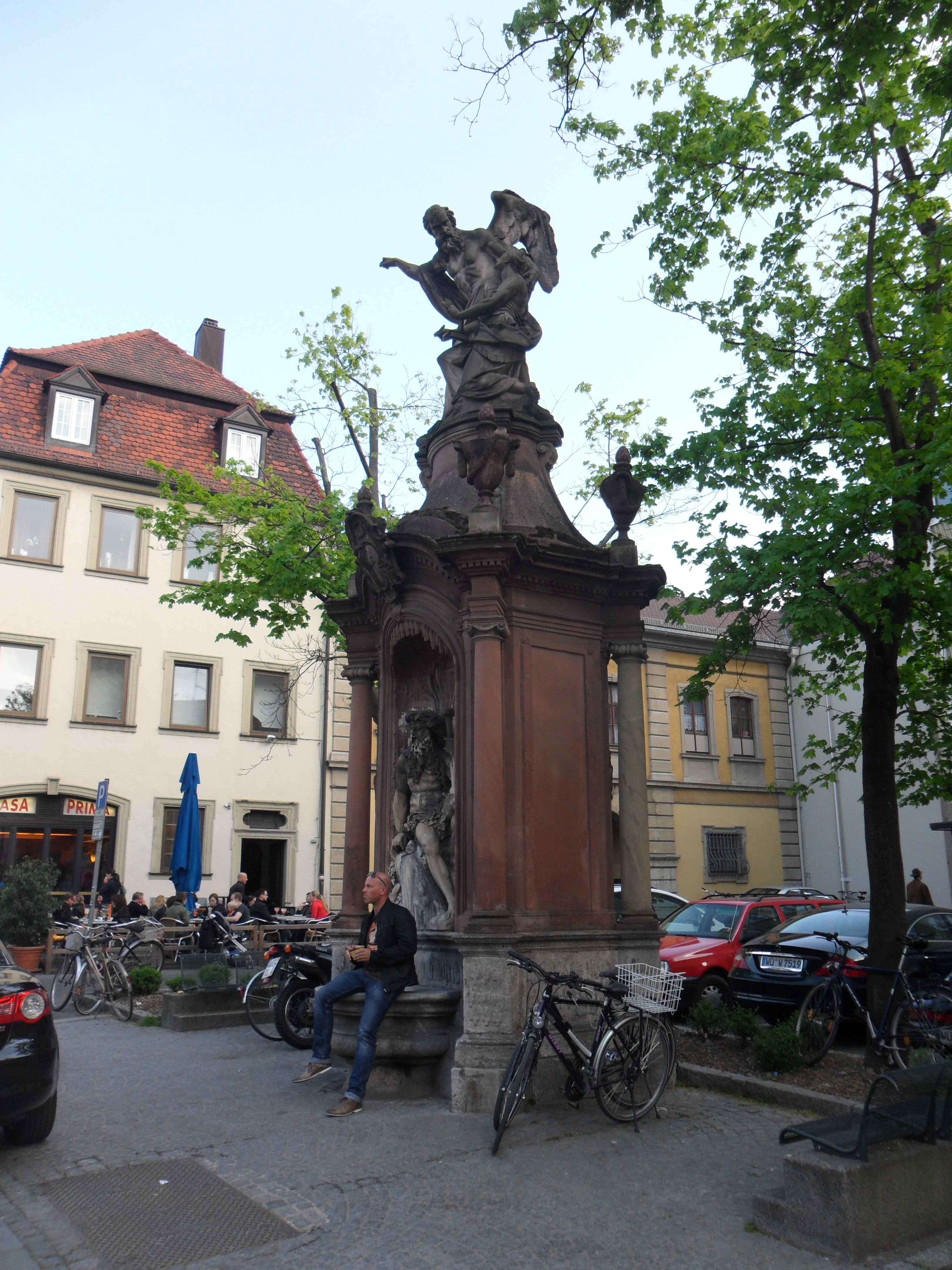
Johann Peter Wagner La fontana di Chronos, 1770–1772, sulla Hofstraße di Würzburg
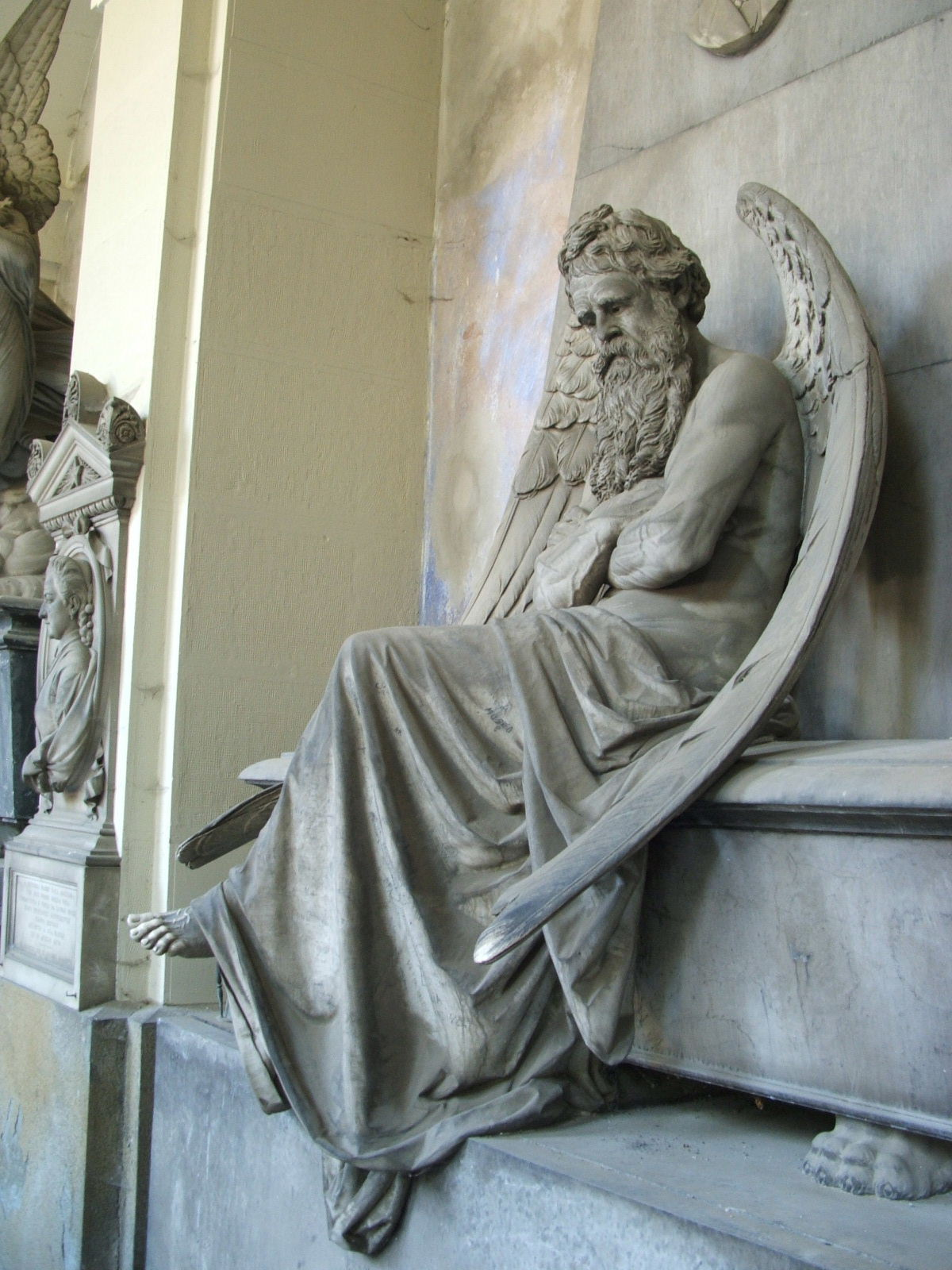
Santo Saccomanno, L'attesa di Chronos, 1876, Genova, Cimitero monumentale di Staglieno